# Ago de Frioul
Ago de Frioul est duc des Lombards du duché de Frioul vers 652-663.

## Biographie
Selon Paul Diacre dans son Histoire des Lombards, après la mort de Grasulf, Ago devient duc de Frioul et c'est pour cette raison qu'une maison dans la cité de Forojuli est encore nommée à son époque la « maison d'Ago  ». Après la mort d'Ago c'est Lupus qui devient duc de Frioul.